# Max Solca
Max Solca, född 22 mars 1983, är en svensk serietecknare och gatukonstnär. Graffiti konstnär 
Max Solca har utbildat sig på Serieskolan i Mazettihuset i Malmö, inom Kvarnby folkhögskola. Han bor och arbetar i Malmö.

## Offentliga verk i urval
- Butiksjalusier vid Möllevången i Malmö
- Drömlivet,  gavelväggmålning på Kronobergsgatan 22 i Stockholm, 2014[3]
- Mur vid Folkets park i Malmö, 2015